# Gorge de Viamala
Pour les articles homonymes, voir Via Mala (homonymie).
La gorge de Viamala, appelée Viamala ou Via Mala (du romanche « mauvais chemin ») est une gorge située dans les communes de Zillis-Reischen, Muntogna da Schons, Rongellen, Sils im Domleschg et Thusis, le long du Rhin postérieur, dans le canton des Grisons, en Suisse.
Cette gorge étroite est l'obstacle naturel le plus sérieux à l'approche des cols du Splügen et du San Bernardino.

## Géographie

### Situation

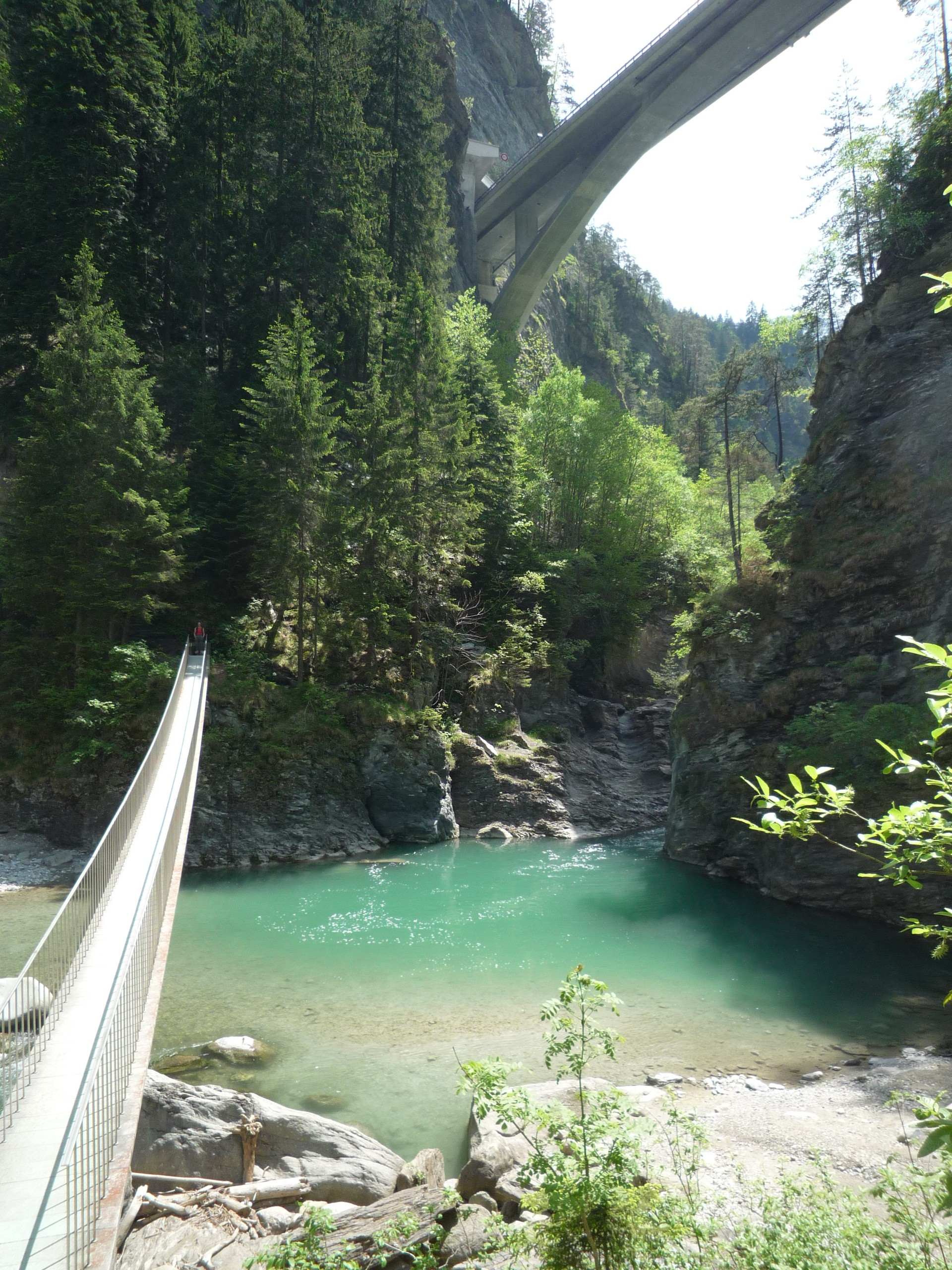
Un pont traversant la gorge.

La gorge, longue de 3 000 mètres, est une section notable du Rhin postérieur, se situant entre les communes de Zillis-Reischen et Thusis, dans le sud du canton des Grisons, à une altitude variant de 1 539 à 680 mètres, sur une superficie de 4,031 km2.

### Géologie

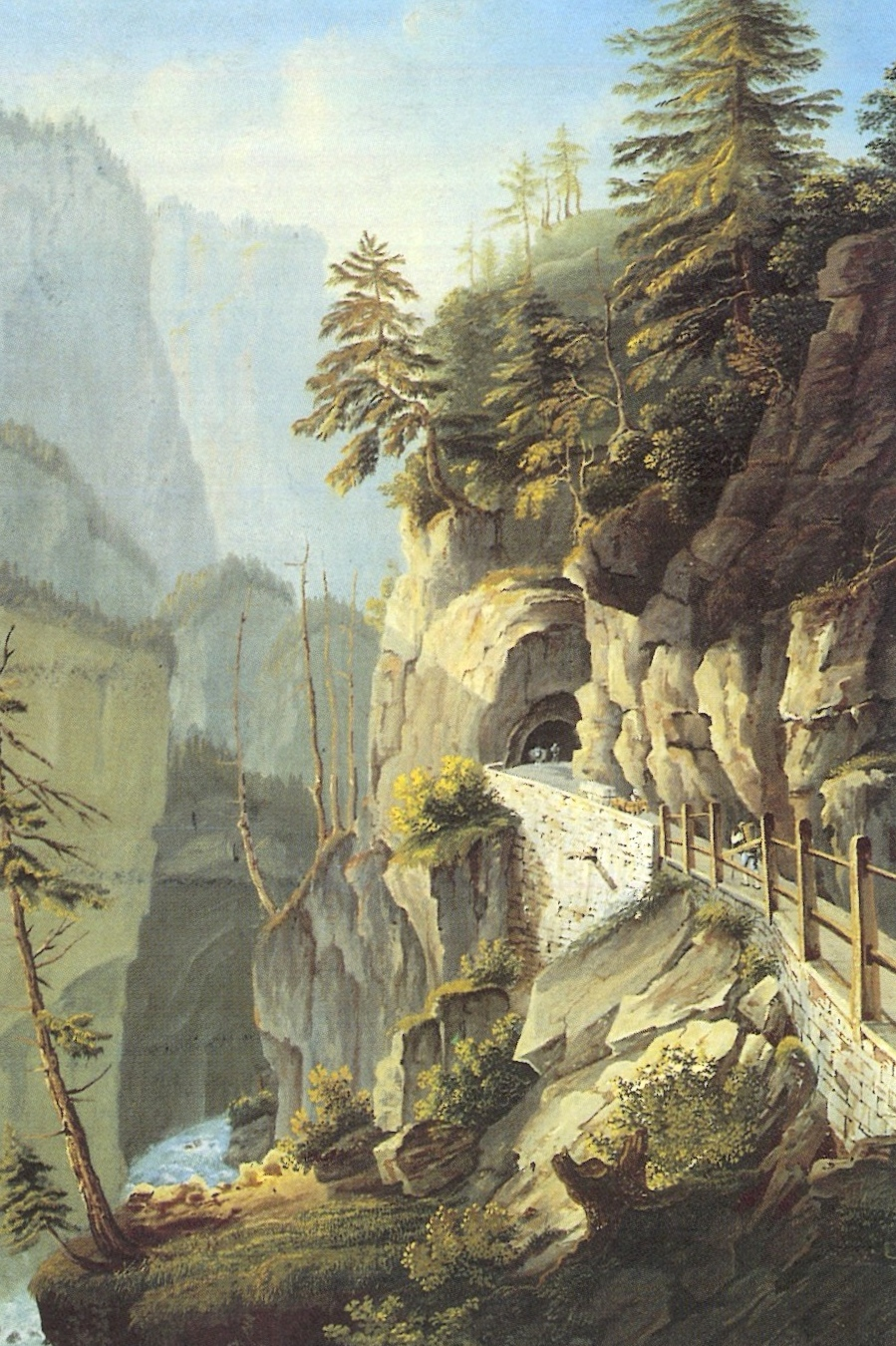
Peinture de la gorge de 1825.

La gorge de Viamala est principalement constituée de dépôts morainiques, de calcaire et de schiste, du Quaternaire, ainsi que de quelques niveaux d'alluvions et d'éboulis provenant de massifs cristallins externes.

## Activités

### Randonnée
Un itinéraire de randonnée a été construit en 1903, puis un tunnel quelques années plus tard.